# Fatah
Fatah ou Al-Fatah (em árabe: فتح; acrônimo reverso do nome حركة التحرير الوطني الفلسطيني, transl. Harakat al-Tahrir al-Watani al-Filastini, literalmente: "Movimento de Libertação Nacional da Palestina"), é uma organização política e militar, fundada em 1959 pelo engenheiro Yasser Arafat e Khalil al-Wazir (Abu Jihad), e outros membros da diáspora palestina, como Salah Khalaf e Khaled Yashruti. É a maior facção da Organização para a Libertação da Palestina (OLP), uma confederação multipartidária. Pode ser definido como um partido de centro-esquerda no contexto da política palestina. É essencialmente nacionalista e laico, e desde os Acordos de Oslo, defende a Solução de dois Estados. 
Muito do Fatah foi construído em cima da personalidade e liderança de seu fundador Yasser Arafat. Após sua morte em 2004, o Fatah sofre de faccionalismo e é acusada de corrupção.

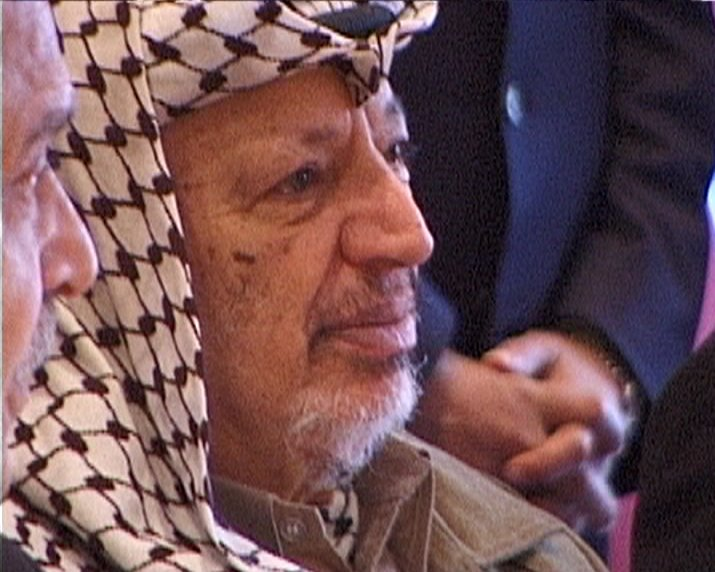
Yasser Arafat, fundador e líder do Fatah, em 1999

Atualmente, o grupo é menos radical do que o Hamas e por isso é, constantemente, confrontado por este. Após as Eleições parlamentares na Palestina em 2006, o partido perdeu a maioria no Conselho Legislativo da Palestina para o Hamas. Logo depois Fatah e o Hamas travaram uma guerra civil, que resultou na divisão dos territórios palestinianos entre os dois grupos: o Hamas controla a Faixa de Gaza e o Fatah a Cisjordânia. O Fatah também controla os campos de refugiados palestinos nos países árabes.

## Etimologia
O nome completo do partido em árabe é حركة التحرير الوطني الفلسطيني (transl. ḥarakat al-taḥrīr al-waṭanī al-filasṭīnī, significando literalmente "Movimento de Libertação Nacional da Palestina". Fataḥ é o acrônimo reverso desta expressão, significando "começo", "conquista" ou "vitória". حتف, Ḥataf, o acrônimo na sequência não reversa, significa "morte" e não é utilizado pelos membros do partido. A palavra "Fatah" é utilizada no discurso religioso para significar a expansão islâmica nos primeiros séculos de História do islamismo - como em Fath al-Sham ou "começo do Levante" - e, assim sendo, possui uma conotação positiva entre os muçulmanos.
Na comunicação social brasileira, o partido é normalmente designado com o artigo masculino ("o Fatah"), enquanto na portuguesa o mais usual é ser designado com o feminino ("a Fatah").

## Facções
- Brigadas dos Mártires de Al-Aqsa: grupos autônomos criados durante a Segunda Intifada para reforçar os militantes da organização em relação ao rival Hamas. Conduziu os ataques contra Israel a partir de 1993 e ganhou adesão rápida com o avento da Intifada. As Brigadas são organizadas localmente e sofrem de pouca coesão e disciplina interna, muitas vezes ignorando cessar-fogos e outras iniciativas da liderança central do Fatah. Elas realizaram atentados contra civis israelenses, apesar da condenação pública da liderança do Fatah. As Brigadas, ao contrário do Fatah como um todo, são classificadas como uma organização terrorista pelos Estados Unidos.

## Disputa com o Hamas

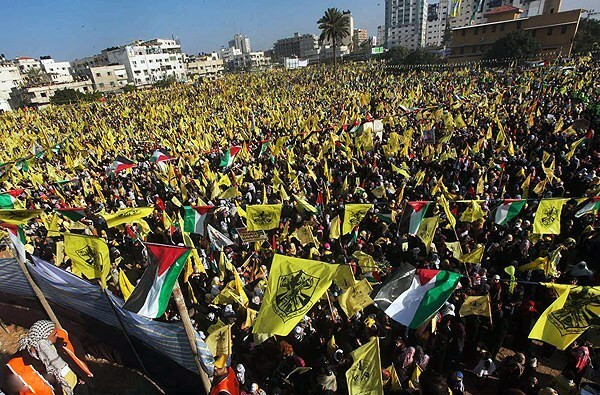
Passeatar do Fatah em 2013

Na eleição parlamentar de 25 de janeiro de 2006, o partido perdeu a maioria no parlamento palestino para o Hamas e assumiu a posição de maior partido de oposição. Após o conflito entre o Fatah e o Hamas na Faixa de Gaza, que levou o último a controlar a área, Abbas nomeou Salam Fayyad, do pequeno partido Terceira Via, como o primeiro-ministro da Autoridade Nacional Palestina, enquanto que Ismail Haniyeh, eleito em 2006, se mantém como primeiro-ministro de Gaza.